# Bachisio Raimondo Motzo
Bacchisio Raimondo Motzo (Bolotana, 6 marzo 1883 – Napoli, 14 giugno 1970) è stato uno storico italiano.

## Biografia
Fu ordinario di Storia greca e romana all’Università di Cagliari dal 1º gennaio 1925 al 1º novembre 1953, preside della Facoltà di lettere, membro della Real Academia de Buenas Letras di Barcellona. Istituì corsi di materie sarde nell'Università di Cagliari. Fu uno dei fondatori della rivista Studi sardi. Ebbe diversi contatti professionali con Giulio Bertoni.

## Opere
- Le Ypothetika di Filone: nota, "Atti della Reale Accademia della Scienze di Torino" 1912.
- La donazione dell'isola sulcitana a Sant'Antioco, "Archivio storico sardo" (XIII) 1920.
- Sull'eta e l'autore del Libro della Sapienza, "Rivista trimestrale di studi filosofici e religiosi" (II) 1921, pp. 47-76.
- La vita e l'ufficio di san Giorgio: vescovo di Barbagia, "Archivio storico sardo" (XV) 1924.
- Il più antico portolano medioevale del Mediterraneo, in Atti del IX Congresso geografico italiano (Genova, aprile 1924), Genova 1924.
- Saggi di storia e letteratura giudeo-ellenistica, Firenze 1925.
- San Saturno di Cagliari, "Archivio storico sardo" (XVI) 1926
- Del mdo di abitare degli antichi sardi in rapporto con i nuraghi, in Atti del Convegno archeologico in Sardegna, Reggio Emilia 1929.
- I testi greci di Ester, "Studi e materiali di storia delle religioni" (VI) 1930, pp. 224-231.
- Sviluppo costiero dell’Italia e della Sardegna, “Mediterranea”, IV, 11, novembre 1930, pp. 33–35.
- Caesariana et Augusta, "Annali della Facoltà di filosofia e lettere della R. Università di Cagliari", 1933.
- Su le opere e i manoscritti di G. Fr. Fara, "Studi sardi" (I) 1934.
- La passione di san Lussorio o san Rossore, "Studi sardi" (I) 1934.
- Il 'Compasso da navigare'. Opera italiana della metà del secolo XIII, “Archivio storico sardo” (XX) 1935.
- Cesare e la Sardegna, "Studi sardi" (II) 1935; poi anche in Sardegna romana, Roma 1936.
- La Sardegna nel 'Compasso da navegare' del secolo XIII, "Archivio storico sardo" (XXI) 1937
- Il compasso da navigare. Opera italiana della metà del secolo XIII. Prefazione e testo del Codice Hamilton 396, Cagliari 1947.
- L'attivita guerriera di re Liutprando nei primi quattordici anni di regno, "Archivio storico sardo", (XXIV) 1953.
- Augusto in Capri Masgaba, Apragopoli, "Annali della facoltà di lettere-filosofia e di magistero dell'Università di Cagliari" (XXV) 1957.
- Un progetto catalano per la conquista definitiva della Sardegna, in Studi storici in onore di F. Loddo Canepa, Firenze 1959, vol. I, pp. 165–180.
- Studi sui bizantini in Sardegna e sull'agiografia sarda, 1987